# Eleições estaduais no Espírito Santo em 1966
As eleições estaduais no Espírito Santo em 1966 ocorreram em duas etapas conforme previa o Ato Institucional Número Três e assim a eleição indireta do governador e vice-governador foi em 3 de setembro e a escolha do senador, oito deputados federais e quarenta e três estaduais se deu em 15 de novembro a partir de um receituário aplicado aos 22 estados e aos territórios federais do Amapá, Rondônia e Roraima.
O mecanismo da eleição indireta levou à vitória o advogado Cristiano Lopes Filho. Nascido em Bom Jesus do Norte e diplomado na Universidade Federal do Espírito Santo, foi procurador do estado e professor do atual Instituto Federal do Espírito Santo. Oficial de gabinete do governador Jones dos Santos Neves, foi eleito deputado estadual via PSD em 1958, chegou à presidência da Assembleia Legislativa do Espírito Santo e renovou o mandato parlamentar em 1962. Filiado à ARENA após a decretação do bipartidarismo, chegou ao Palácio Anchieta como integrante do grupo político de Carlos Lindenberg na primeira eleição indireta para o executivo capixaba desde abril de 1935 quando foi escolhido João Punaro Bley.
Para vice-governador o eleito foi Isaac Rubim, major da Polícia Militar do Espírito Santo e que foi eleito anteriormente deputado estadual por duas vezes.
Eleito senador graças às sublegendas, Carlos Lindenberg formou-se advogado em 1922 na Universidade Federal do Rio de Janeiro. Natural de Cachoeiro de Itapemirim, ele é sobrinho de Jerônimo Monteiro e Bernardino Monteiro, ambos governadores do Espírito Santo durante a República Velha. Como político, Carlos Lindenberg apoiou a Revolução de 1930, cumpriu dois mandatos de deputado federal e assinou a Carta Magna de 1934. Secretário de Fazenda e Secretário de Agricultura de João Punaro Bley, permaneceu no governo capixaba durante parte do Estado Novo. Com o afrouxamento do regime, ingressou no PSD e retornou à Câmara dos Deputados em 1945 ajudando a escrever a Constituição de 1946. Desde então, foi eleito governador em 1947 e em 1958 e elegeu-se senador em 1950. Derrotado em 1962 ao buscar um novo mandato senatorial, venceu a disputa em 1966 pela ARENA.

## Resultado da eleição para governador
A eleição do governador e respectivo vice-governador coube à Assembleia Legislativa do Espírito Santo sob controle da ARENA em eleição onde os nove parlamentares do MDB se ausentaram.
| Candidatos a governador do estado | Candidatos a vice-governador | Número | Coligação             | Votação | Percentual |
| --------------------------------- | ---------------------------- | ------ | --------------------- | ------- | ---------- |
| Cristiano Lopes Filho ARENA       | Isaac Rubim ARENA            | -      | ARENA (sem coligação) | 34      | 100%       |
| Fontes:                           |                              |        |                       |         |            |

## Resultado das eleições para senador
Os números a seguir têm por fonte os arquivos do Tribunal Superior Eleitoral que apurou 236.249 votos nominais, 22.962 votos em branco (8,19%) e 21.302 votos nulos (7,59%) totalizando o comparecimento de 280.513 eleitores.
| Candidatos a senador da República | Candidatos a suplente de senador | Número | Coligação             | Votação | Percentual |
| --------------------------------- | -------------------------------- | ------ | --------------------- | ------- | ---------- |
| Solon Marques MDB                 | Adalberto Nader MDB              | -      | MDB (sem coligação)   | 116.101 | 49.15%     |
| Carlos Lindenberg ARENA           | Henrique Del Caro ARENA          | -      | ARENA (em sublegenda) | 73.479  | 31,10%     |
| Jefferson de Aguiar ARENA         | Justiniano de Melo e Silva ARENA | -      | ARENA (em sublegenda) | 46.663  | 19,75%     |
| Fontes:                           |                                  |        |                       |         |            |

## Deputados federais eleitos
São relacionados os candidatos eleitos com informações complementares da Câmara dos Deputados.

Representação eleita
  ARENA: 6
  MDB: 2

| Deputados federais eleitos | Partido | Votação | Percentual | Cidade onde nasceu | Unidade federativa |
| João Calmon                | ARENA   | 29.233  | 10,77%     | Colatina           | Espírito Santo     |
| Osvaldo Zanello            | ARENA   | 24.308  | 8,95%      | Ribeirão Preto     | São Paulo          |
| Mário Gurgel               | MDB     | 23.385  | 8,61%      | Porto Velho        | Rondônia           |
| Raimundo de Andrade        | ARENA   | 20.814  | 7,67%      | Sobral             | Ceará              |
| Dirceu Cardoso             | MDB     | 19.698  | 7,25%      | Miracema           | Rio de Janeiro     |
| Feu Rosa                   | ARENA   | 18.661  | 6,87%      | Vitória            | Espírito Santo     |
| José Parente Frota         | ARENA   | 16.162  | 5,95%      | Sobral             | Ceará              |
| Floriano Rubim             | ARENA   | 15.985  | 5,89%      | Alegre             | Espírito Santo     |
| Fontes:                    |         |         |            |                    |                    |

## Deputados estaduais eleitos
Na disputa pelas 43 cadeiras da Assembleia Legislativa do Espírito Santo a ARENA conquistou trinta vagas e o MDB treze.

Representação eleita
  ARENA: 30
  MDB: 13

| Deputados estaduais eleitos   | Partido | Votação | Percentual | Cidade onde nasceu      | Unidade federativa |
| Theodorico Ferraço            | ARENA   | 5.718   | 0,00%      | Cachoeiro de Itapemirim | Espírito Santo     |
| Moacir Dalla                  | ARENA   | 5.512   | 0,00%      | Colatina                | Espírito Santo     |
| José Ignácio Ferreira         | MDB     | 5.051   | 0,00%      | Vitória                 | Espírito Santo     |
| Lúcio Merçon                  | ARENA   | 5.012   | 0,00%      | Muniz Freire            | Espírito Santo     |
| Dylio Penedo                  | ARENA   | 4.722   | 0,00%      |                         |                    |
| Hilário Toniato               | ARENA   | 4.695   | 0,00%      |                         |                    |
| Emir de Macedo Gomes          | ARENA   | 4.692   | 0,00%      |                         |                    |
| Alcino Santos                 | ARENA   | 4.061   | 0,00%      |                         |                    |
| Eli Junqueira                 | ARENA   | 3.965   | 0,00%      |                         |                    |
| Danilo Monteiro de Castro     | ARENA   | 3.534   | 0,00%      |                         |                    |
| Hugo Borges                   | MDB     | 3.529   | 0,00%      |                         |                    |
| Pedro Saleme                  | ARENA   | 3.508   | 0,00%      |                         |                    |
| Pedro Leal                    | ARENA   | 3.423   | 0,00%      |                         |                    |
| Dailson Laranja               | MDB     | 3.395   | 0,00%      |                         |                    |
| José Wenceslau de Souza       | MDB     | 3.330   | 0,00%      |                         |                    |
| José Scardini                 | ARENA   | 3.310   | 0,00%      |                         |                    |
| José Carlos da Fonseca        | ARENA   | 3.219   | 0,00%      | São José do Calçado     | Espírito Santo     |
| Francisco Schwartz            | ARENA   | 3.177   | 0,00%      |                         |                    |
| Luiz Batista                  | MDB     | 3.167   | 0,00%      | Ibiraçu                 | Espírito Santo     |
| Américo Bernardes da Silveira | MDB     | 3.156   | 0,00%      |                         |                    |
| Benedito Elias                | ARENA   | 3.130   | 0,00%      |                         |                    |
| José Moraes                   | ARENA   | 3.123   | 0,00%      | Alegre                  | Espírito Santo     |
| Antônio Jacques Soares        | ARENA   | 3.091   | 0,00%      |                         |                    |
| Celso Francisco Borges        | ARENA   | 3.065   | 0,00%      |                         |                    |
| José Rodrigues de Oliveira    | MDB     | 3.049   | 0,00%      |                         |                    |
| José Merçon Vieira            | ARENA   | 2.990   | 0,00%      |                         |                    |
| Nilzo de Almeida Plazzi       | ARENA   | 2.933   | 0,00%      |                         |                    |
| José Carlos Santana           | ARENA   | 2.930   | 0,00%      |                         |                    |
| Haylson Lobo Junger           | MDB     | 2.879   | 0,00%      |                         |                    |
| Wallace Vieira Borges         | MDB     | 2.826   | 0,00%      |                         |                    |
| Gustavo Wernersbach           | ARENA   | 2.820   | 0,00%      |                         |                    |
| Oscar de Almeida Gama         | ARENA   | 2.813   | 0,00%      |                         |                    |
| Jamil de Castro Zonaim        | ARENA   | 2.724   | 0,00%      |                         |                    |
| Mikeil Chequer                | MDB     | 2.724   | 0,00%      |                         |                    |
| João Manoel Meneghelli        | ARENA   | 2.698   | 0,00%      |                         |                    |
| Manoel de São Martinho        | ARENA   | 2.660   | 0,00%      |                         |                    |
| Vicente Silveira              | ARENA   | 2.577   | 0,00%      |                         |                    |
| Henrique Pretti               | ARENA   | 2.498   | 0,00%      | Santa Teresa            | Espírito Santo     |
| Edson Machado                 | ARENA   | 2.497   | 0,00%      |                         |                    |
| Walter Bersan                 | ARENA   | 2.436   | 0,00%      |                         |                    |
| Henrique Gustavo Bucher       | MDB     | 2.264   | 0,00%      |                         |                    |
| Hélio Machado de Miranda      | MDB     | 2.095   | 0,00%      |                         |                    |
| Waldir Alves                  | MDB     | 2.067   | 0,00%      |                         |                    |
| Fontes:                       |         |         |            |                         |                    |